# Parc-aux-cerfs

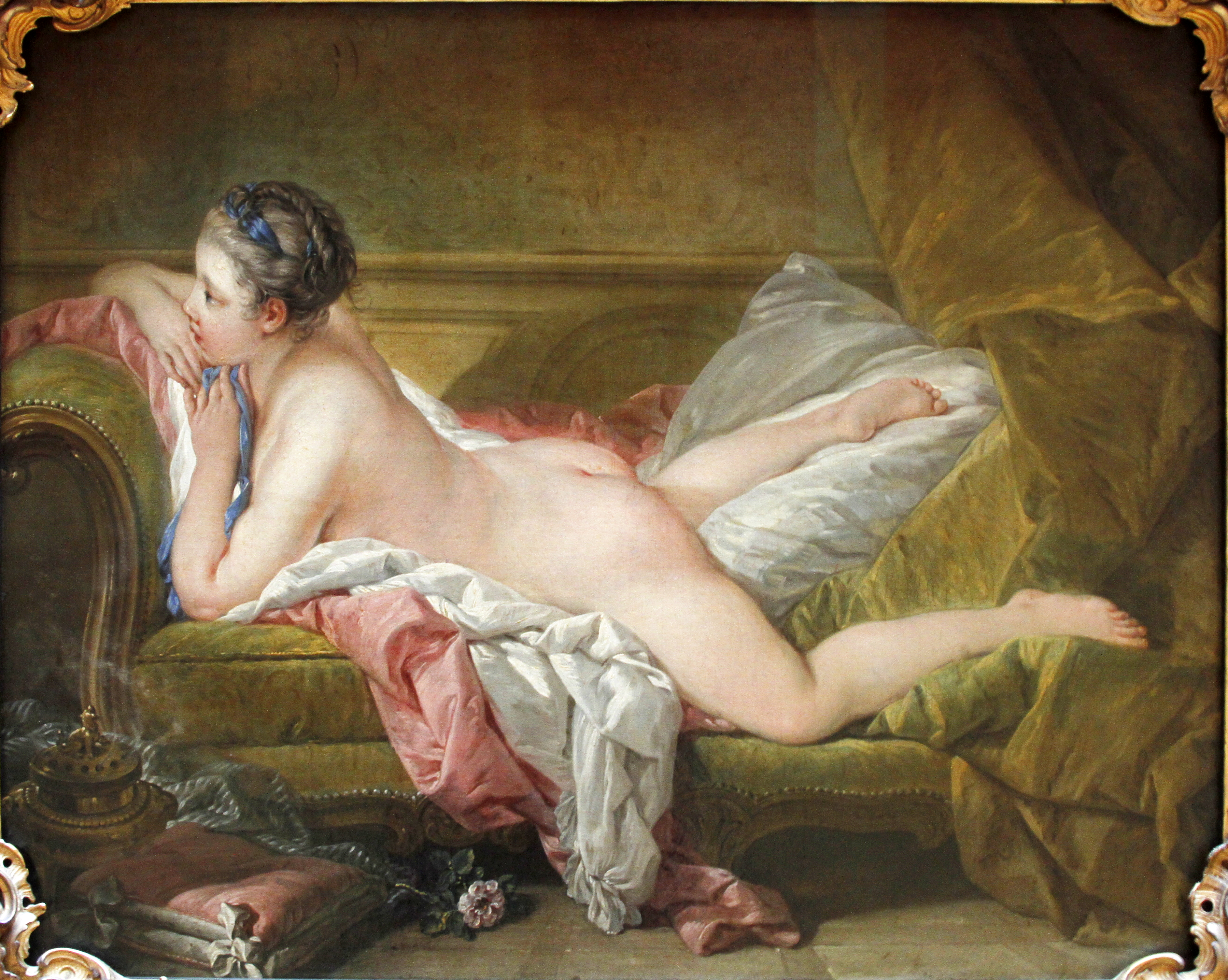
Marie-Louise O'Murphy, målning av François Boucher från 1752.

Parc des Cerfs eller Parc-aux-cerfs ('Hjortparken') var ett område i staden Versailles, som ursprungligen utgjorde en del av den kungliga jaktmarken kring slottet i Versailles. Det var den del av jaktparken där hjortar hölls under Ludvig XIII:s regeringstid, därav namnet. Historien har dock kommit att associera namnet med det hus som låg i detta område under Ludvig XV:s tid, där kungen ska ha inhyst sina älskarinnor tiden 1752–1768.

## Historik
Hjortparken i sin ursprungliga betydelse försvann under Ludvig XIV:s tid, när kungen utvecklade det tidigare jaktslottet till ett enormt kungapalats med plats för hela hovet. Det område som tidigare utgjort hjortparken delades då upp i flera delar och bebyggdes med hus för hovpersonalen i staden Versailles. 
År 1751 avslutades Ludvig XV:s sexuella samliv med Madame de Pompadour, som han dock fortsatt hade en platonisk kärleksrelation med och som stannade vid hovet som hans officiella mätress. Samtidigt köpte kungen ett hus som låg i den före detta hjortparken i, eller i utkanten av, staden Versailles. Till detta hus fördes därefter flickor som fungerade som kungens mer eller mindre tillfälliga sexualpartners. De var kungens inofficiella älskarinnor (petite maîtresse) och blev inte offentligt erkända och presenterade vid hovet, där Madame de Pompadour till sin död behöll platsen som kungens officiella mätress (maîtresse-en-titre). 
Huset i Parc des Cerfs blev föremål för en legendflora, särskilt under franska revolutionen. Myten beskriver det som ett påkostat palats där kungen firade orgier i ett harem av unga flickor som hade kidnappats dit med våld. Det har också påståtts att Madame de Pompadour deltog i rekryteringen av flickor till Parc-aux-cerfs. 
I verkligheten beskrivs det som ett enkelt och anonymt hus som inte drog till sig någon yttre uppmärksamhet. Huset besöktes förmodligen inte av kungen utan användes bara som bostad av flickorna, som fördes upp till kungens privata rum på slottet av Dominique Guillaume Lebel då han ville träffa dem.  Det finns ingenting som tyder på att Pompadour deltog i rekryteringen av flickor, även om hon med all säkerhet kände till huset. Flickorna rekryterades av kungens betjänt Guillaume Lebel.
Det är okänt hur många älskarinnor som bodde i huset under de år kungen använde det, och deras identitet är ofta okänd. Det inhyste ofta fler än en samtidigt, då kungen ville ha ersättare när någon av hans älskarinnor blev gravida. Bland dess mer kända innevånare fanns Marie-Louise O'Murphy (1752-1755), hennes syster Brigitte O'Murphy (1755-1757), Jeanne-Marguerite de Niquet "Mme Véron de Séranne" (1754), Marguerite-Catherine Haynault (1759-1762), Lucie-Madeleine d'Estaing (1760-1763), Louise-Jeanne de Tiercelin de La Colleterie (1762-1765), Marie-Thérèse Boisselet (1768) och Jeanne-Marguerite Salvetat "Madame Mars" (1768)
År 1767 blev Madame du Barry en av innevånarna i Parc des Cerfs. Hon var en prostituerad från Paris och man utgick därför från att hon var en typisk innevånare i Parc des Cerfs, men hon kom året därpå att bli den första därifrån att bli offentligt presenterad vid hovet och kungens mätress. Eftersom kungens relation med du Barry även var fysisk under hela deras förhållande, stängdes huset i Parc des Cerfs sedan hon blivit hans mätress; det såldes slutligen 1771.